# Juan Miguel Rodríguez
Juan Miguel Rodríguez de la Cruz (n. Villa Clara, Cuba; febrero de 1902 - f. La Habana, Cuba; 1990) fue un artista cubano.

## Trayectoria
Desarrolló la cerámica de manera paralela a su carrera como médico, de la que se graduó en la Universidad de La Habana. Cursó postgraduos en Madrid, París y Berlín. A su regreso aspiró a catedrático de la Escuela de Medicina, concurso que ganó por oposición.
En 1960 se retiró de la cátedra universitaria.
En los años 40 dirigió Industrias Cerámicas Unidas, de la cual era copropietario el Dr. Carlos Ramírez Corría. La empresa fracasó comercialmente.
Posteriormente estableció un taller de Cerámica de Santiago de las Vegas, en el sitio adonde antes estuvo la fábrica. En 1947 el forma parte de la Sociedad de Ceramistas americanos. En los años 50 comienza a impulsar el desarrollo de la cerámica artística en Cuba. En su taller dieron los primeros pasos René Portocarrero y Amelia Peláez (en 1953, Amelia Peláez realizó un gigantesco mural de cerámica que fue montado en la fachada del antiguo Tribunal de Cuentas, hoy Ministerio del Interior).
En los años ochenta, Juan Miguel Rodríguez fue Consultante técnico de la Industria cerámica en Isla de la Juventud, Cuba. En el "Museo de la Cerámica", Antigua Casa Aguilera, en La Habana Vieja, hay un museo con su obra de cerámica artística. También allí hay un mural de René Portocarrero, de las pocas obras de cerámica artística de este último.

## Exposiciones personales
Sus piezas fueron mostradas en exposiciones personales en varias ocasiones. En 1954 presentó un conjunto de sus obras en el Lyceum de La Habana, Cuba. En 1982 se presentó con Rodríguez de la Cruz. Fuego y arte, en la Galería Amelia Peláez, en Ciudad de La Habana. Años después (en 1988) presentó una muestra retrospectiva en la Galería Plaza Vieja, Fondo Cubano de Bienes Culturales, Ciudad de La Habana, Cuba.

## Exposiciones colectivas
A lo largo de su carrera artística, sus piezas conformaron varias muestras colectivas, y una de ellas fue en 1955 bajo el nombre de 'Pintura, escultura y artes aplicadas de Cuba' en La Feria del progreso, Tampa, Florida, EUA.
En 1986 tuvo lugar Artesanía Cubana 1986 en el Museo Nacional de Bellas Artes, Ciudad de La Habana, Cuba. 
Fue muy importante también el trabajo que realizó en el Mural realizado en 1953 por Amelia Peláez para la fachada del edificio del Tribunal (hoy Ministerio del Interior), en la Ciudad de La Habana. Colaboraron en la pintura del gigantesco mural tanto Marta Arjona, como Mirta García Buch y Rebeca Robes.

## Vida personal
Estuvo casado 52 años con la Dra. Dulce María Escalona. Dos hijos.
- Datos: Q5951447